# Яскевич, Николай Иванович
Никола́й Ива́нович Яске́вич (18 [30] октября 1868 — не ранее 1918) — русский архитектор, гражданский инженер, работал главным образом в Киеве.

## Биография
В 1893 году окончил в Петербурге Институт гражданских инженеров. Сразу после этого получил должность младшего архитектора строительного отделения Киевского губернского правления, которую занимал до 1899 года. В дальнейшем посвятил себя частной архитектурной практике. 
В 1914 году короткое время служил городским инженером в Елисаветграде. В период Первой мировой войны находился на фронте в Галиции во главе гидроотряда, был ранен.
В 1918 году участвовал в конкурсе на вакантную должность киевского городского архитектора. О дальнейшей судьбе Н. И. Яскевича сведений нет.

## Творчество
Выстроил в Киеве ряд гражданских и жилых сооружений. При оформлении зданий в конце XIX века придерживался стилистики так называемого «киевского ренессанса»; отмечено увлечение Н. И. Яскевича фигурами драконов на фасадах. В начале XX века часто применял формы модерна и его упрощенной версии — «кирпичного модерна» (линеарные декоративные детали выложены из кирпича).

### Отдельные реализованные проекты в Киеве

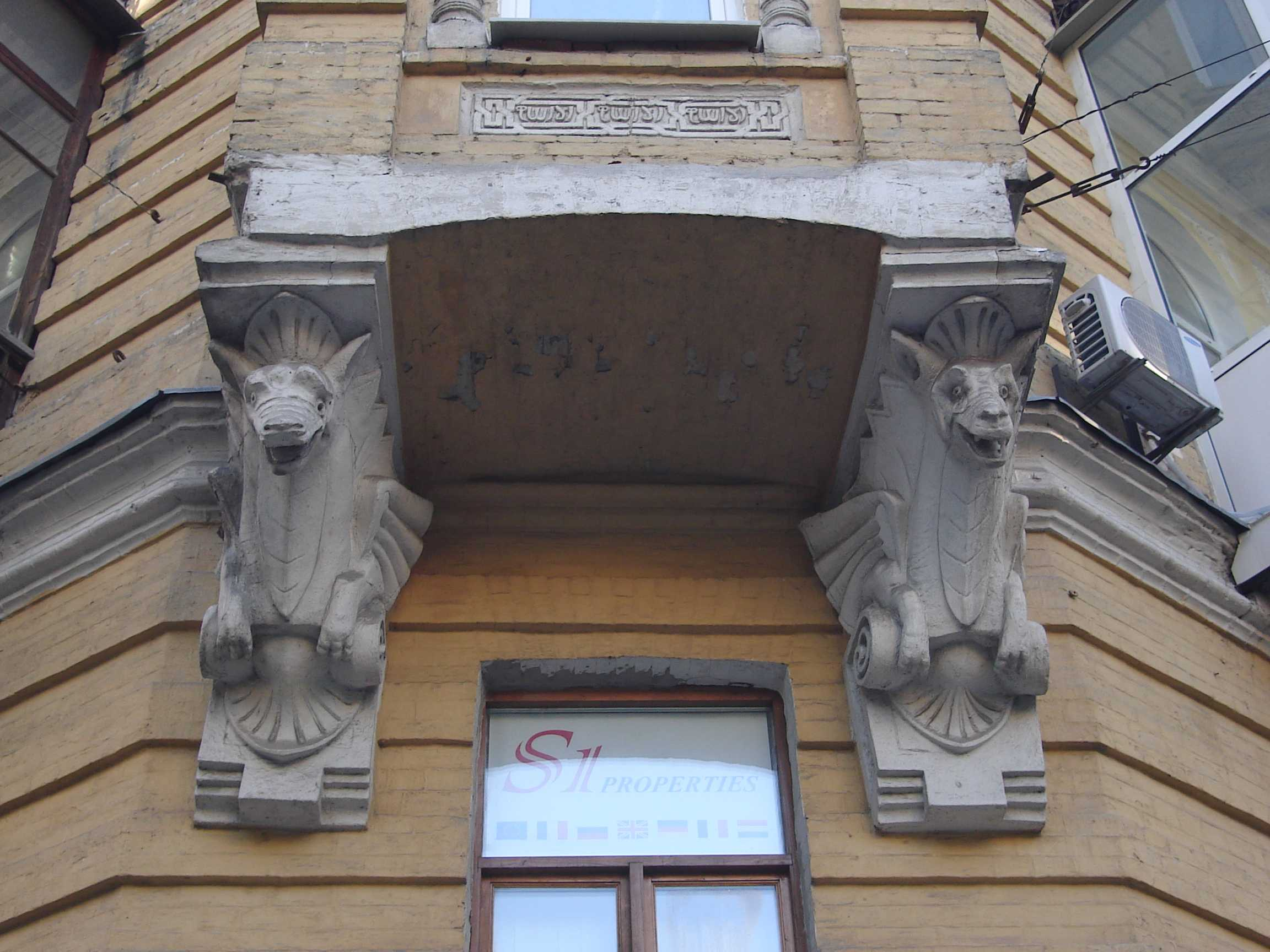
Оформление угла бывшего дома Фурмана

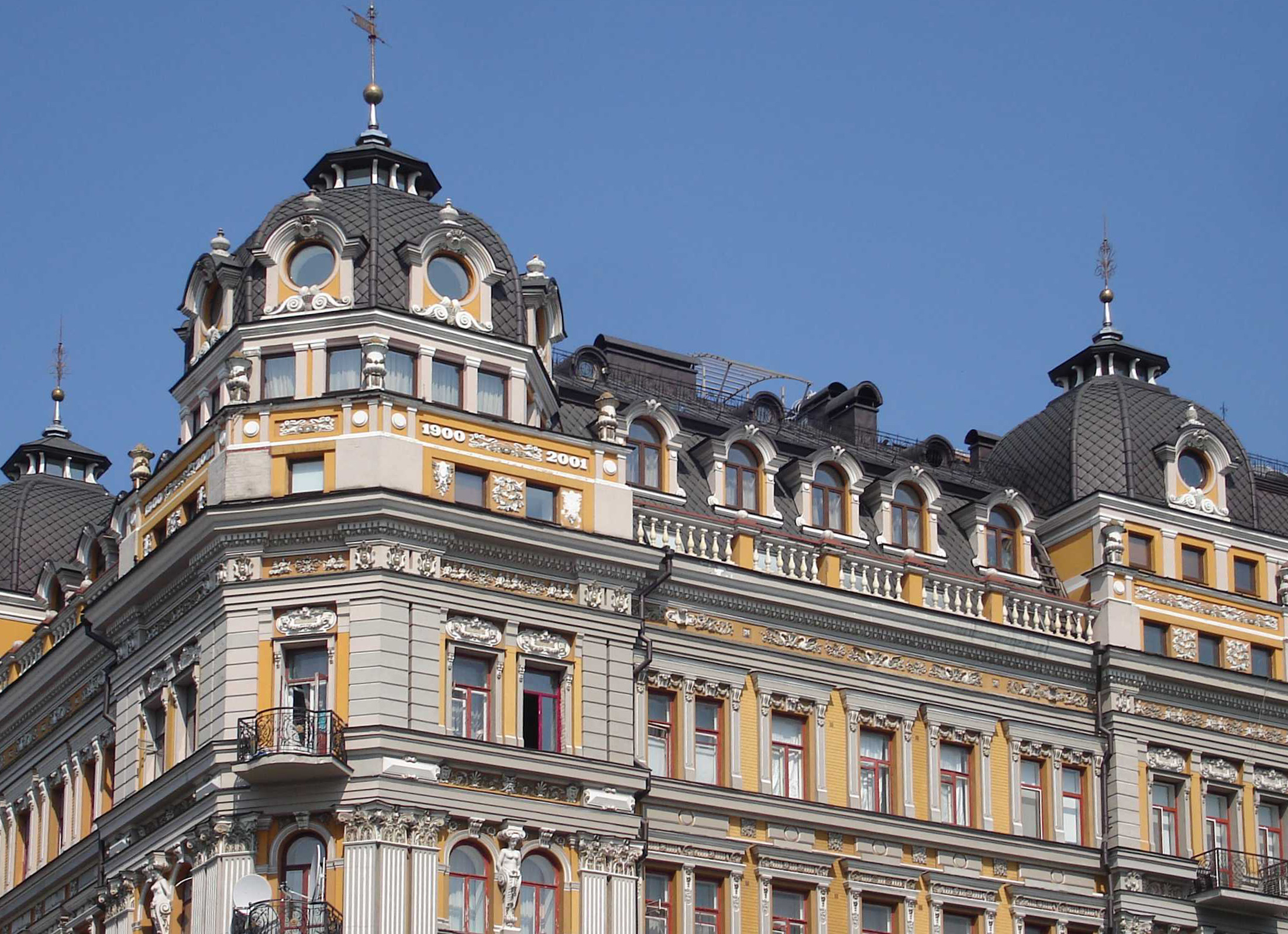
Верхние этажи бывшего дома Самонова после надстройки

- Кирпичное здание и деревянная каланча Вольно-Пожарного общества по ул. Бульварно-Кудрявской, 18 (ныне ул. Воровского, строения не сохранились).
- Доходный дом Фурмана  по ул. Рейтарской, 31/16 — угловой эркер поддерживается статуями драконов.
- Собственный дом по ул. Ярославов Вал, 28/31 — в оформлении порталов использованы рельефы драконов.
- Доходный дом Самонова по ул. Богдана Хмельницкого, 30/10. Здание было выстроено в 1900 году, причем под роскошной башенкой, венчавшей угол дома, проектом предусматривалось начертать даты «1900 — 2000» (очевидно, как указание на то, что сооружение гарантированно простоит сто лет)[1]. Дом действительно сохранился, но башенка и дата были утрачены. В 2001 году здание было надстроено с воссозданием башенки, под которой теперь помещены даты «1900 — 2001».
- Дом по ул. Аистова, 1/5.
- Дом по ул. Бассейной, 3.
- Дом по ул. Ивана Франко, 25/40.
- Дом по ул. Никольско-Ботанической, 1/16.
- Дом Родзянко по ул. Ярославов Вал, 14. В настоящее время в здании располагается Театральная мастерская «Созвездие»[2].
- Дом по ул. Архитектора Городецкого, 10/1.
- Дом по ул Ольгинской, 2 (предположительно)[3].

Несколько зданий, построенных Н. И. Яскевичем, использовались им самим в качестве доходных домов.
Сохранился собственноручно составленный Яскевичем список его избранных построек, впервые опубликованный исследовательницей Е. Мокроусовой . Сюда были включены как здания, выстроенные по его собственным проектам, так и постройки, в которых он принимал косвенное участие.